# 시모하라촌 (아이치현)
시모하라촌(下原村)은 일본 아이치현 히가시카스가이군에 설치되었던 촌이다. 현재의 가스가이시의 일부에 해당한다.